# Luisenstraße (Naumburg)

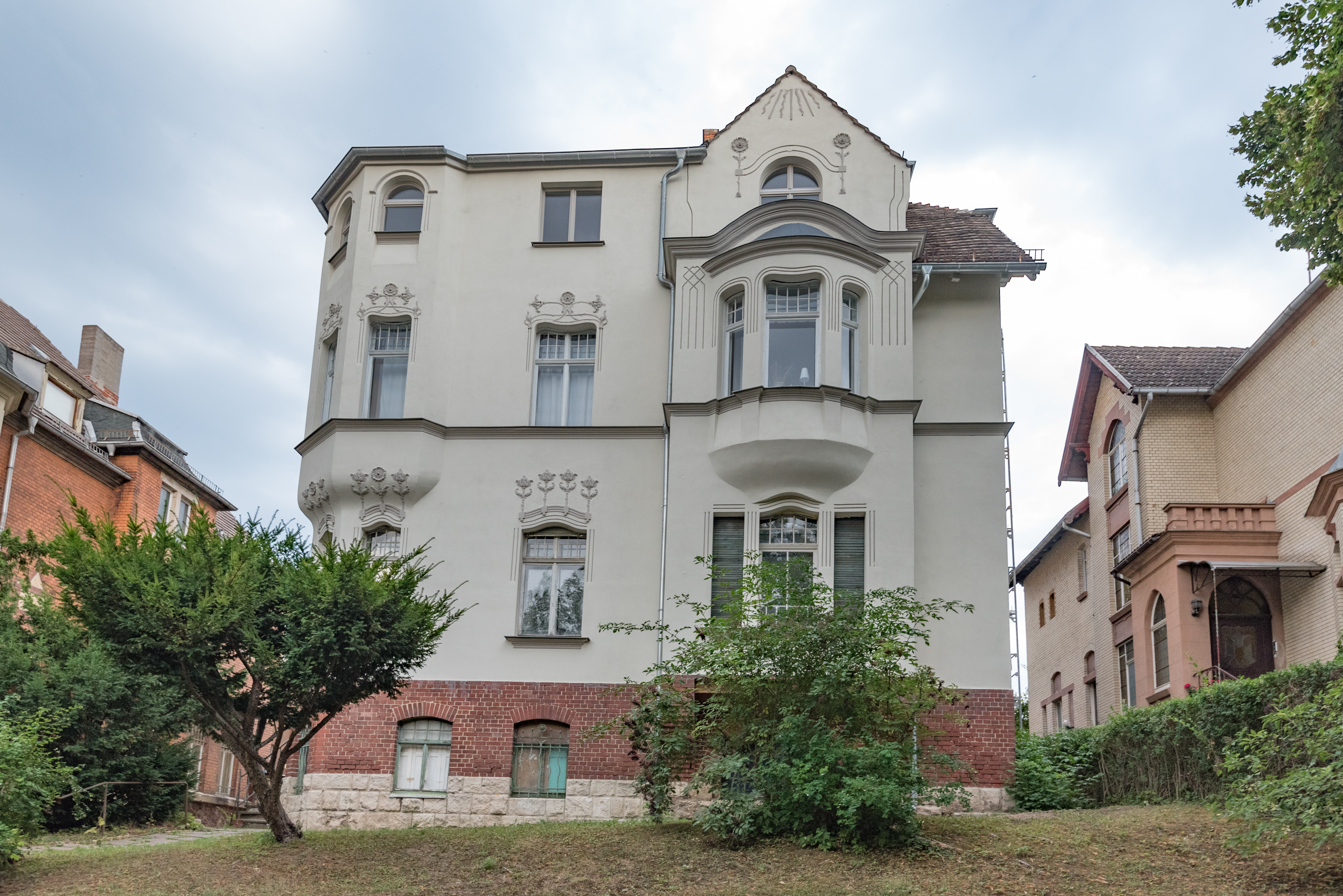
Luisenstraße 12

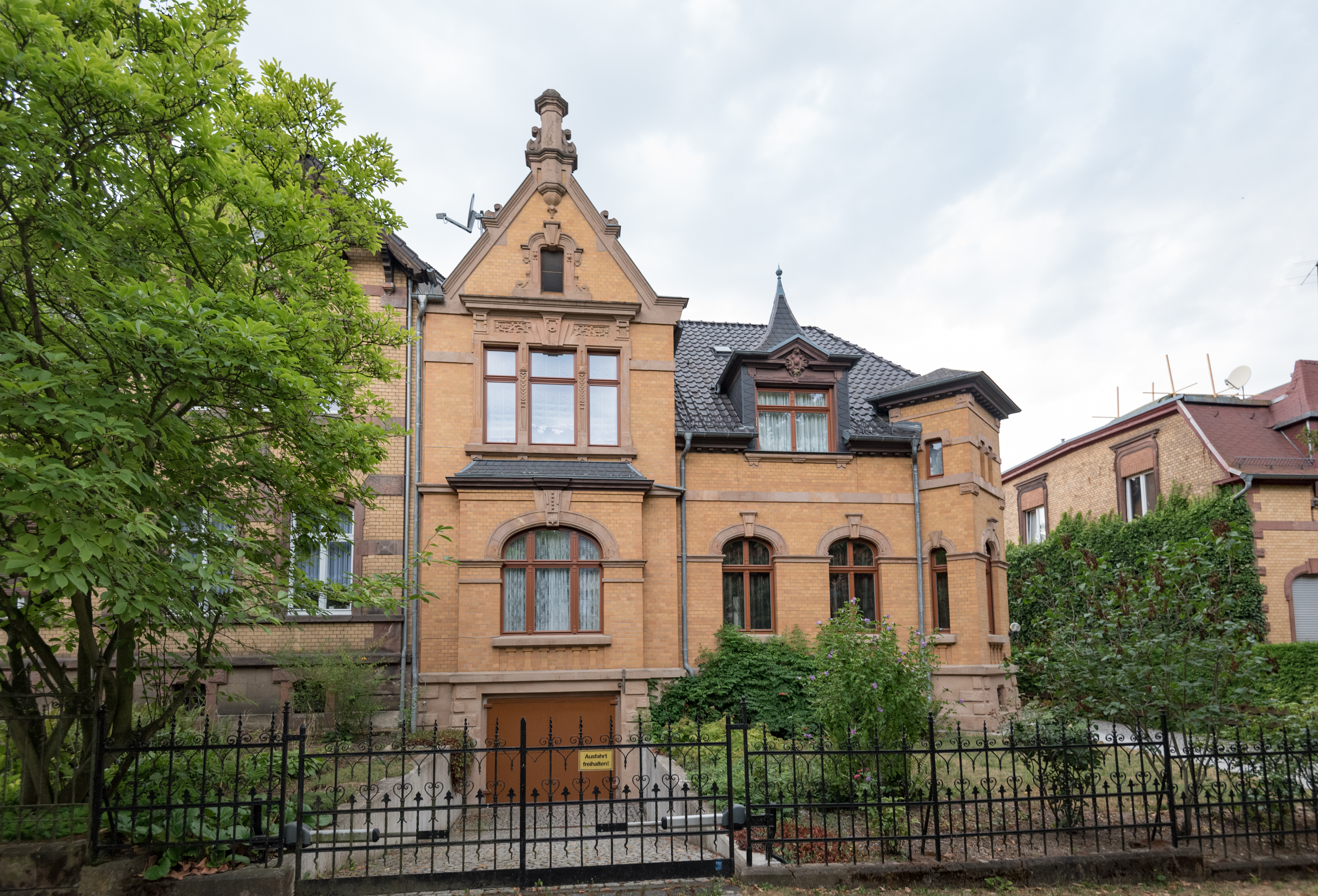
Luisenstraße 24

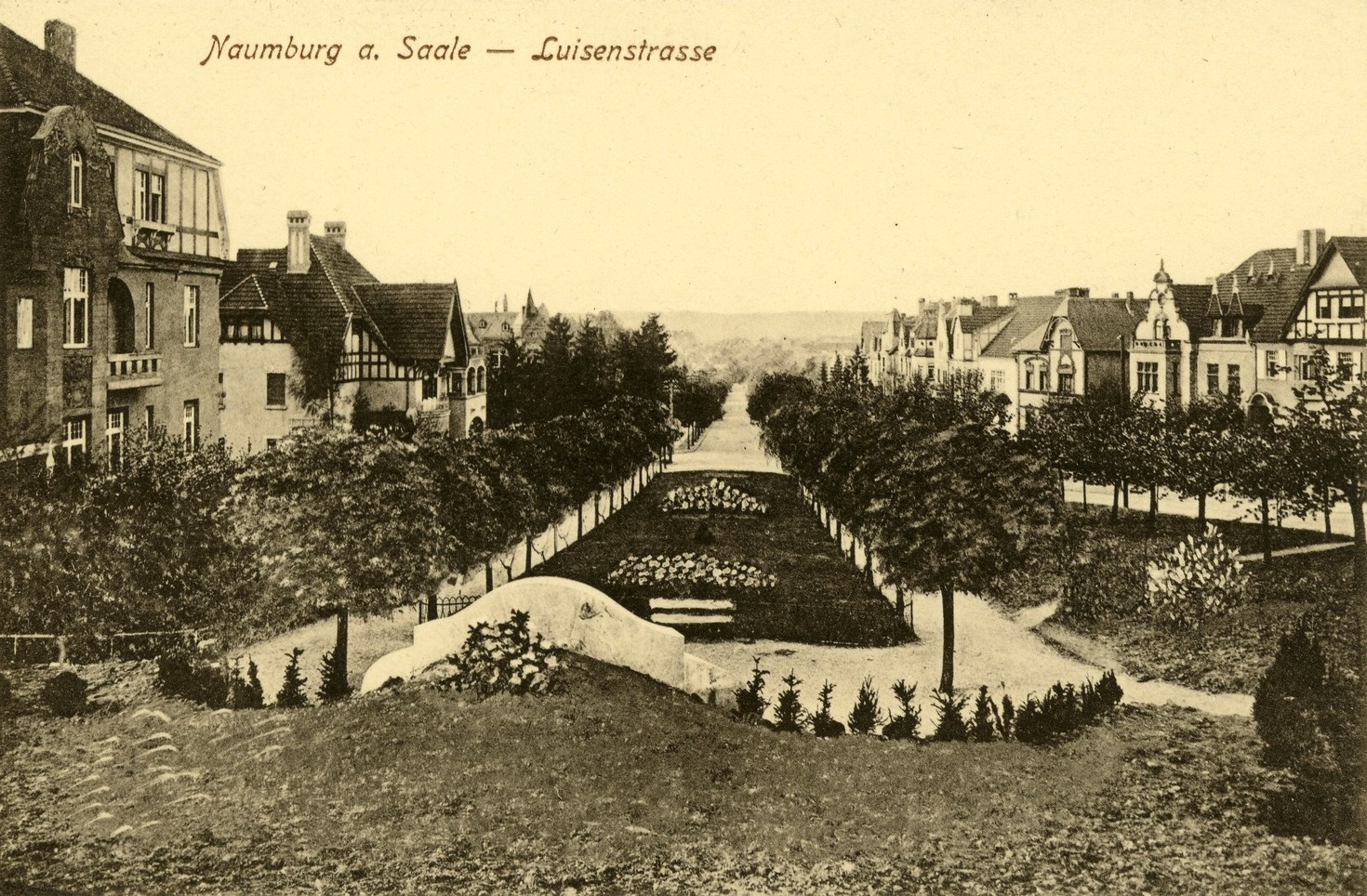
Luisenstraße auf einer Postkarte von 1910

Die Luisenstraße in Naumburg (Saale) wurde nach Königin Luise von Preußen benannt. Sie beginnt am Jakobsring an der Vogelwiese und verläuft gerade in nördliche Richtung. Zwischen Jakobsring und Luisenstraße verläuft die Friedensstraße. An ihrem Ende gabelt sich die Luisenstraße in Kirschberg, Jahnstraße und Charlottenstraße. Sie liegt also im Naumburger Bürgergartenviertel, wo viele denkmalgeschützte Villen stehen, insbesondere gründerzeitliche und solche des Jugendstils. Eine der Straßen, die von der Luisenstraße abgehen bzw. auf diese treffen, ist die Seyferthstraße, benannt nach Karl Friedrich Seyferth unweit der Vogelwiese, von dem der Text zu dem Kirschfestlied Die Hussiten vor Naumburg stammt. Die Vogelwiese wird in dem Lied auch explizit benannt.

## Gedenkstätte Königin Luise

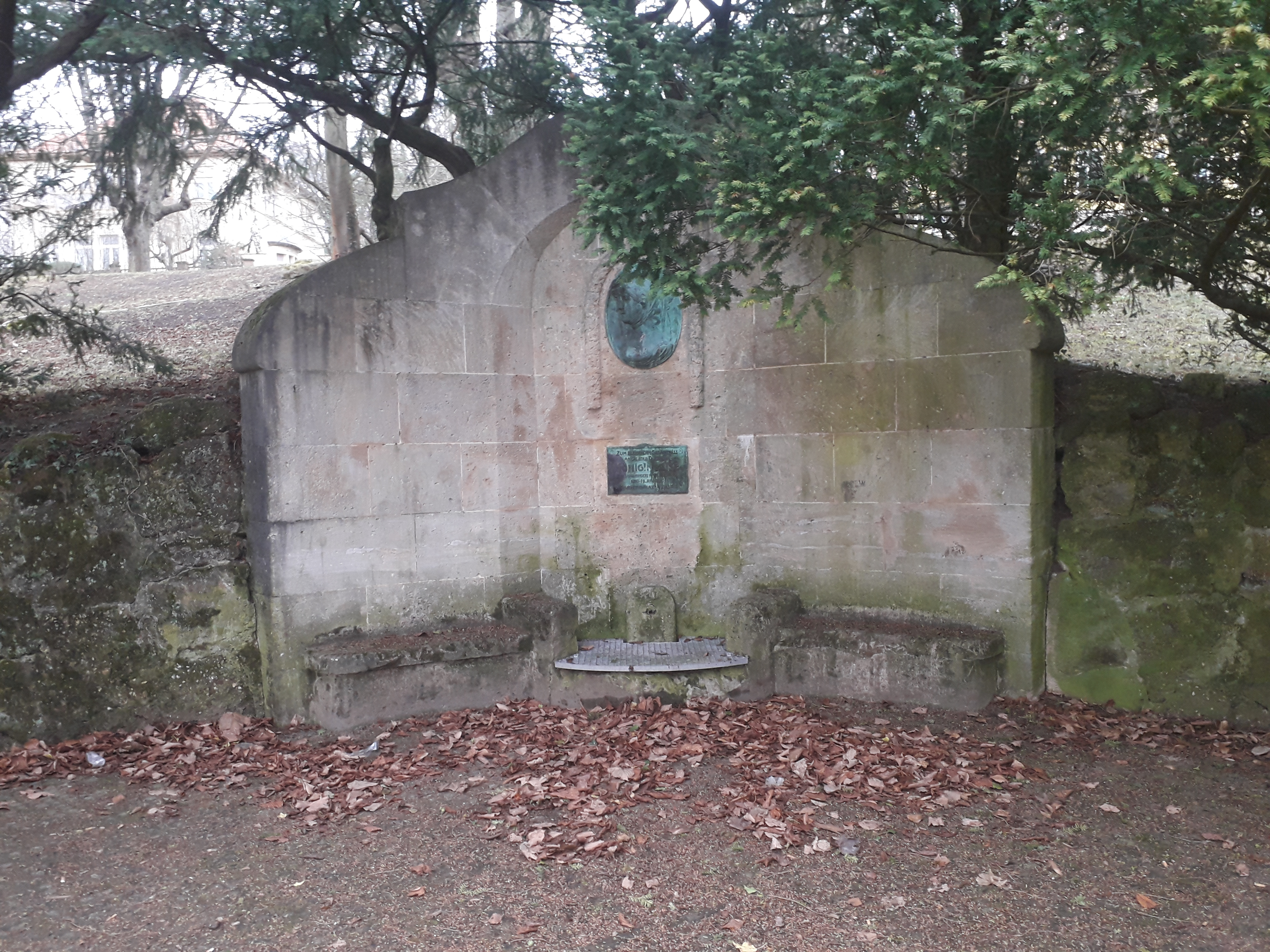
Luisendenkmal in Naumburg

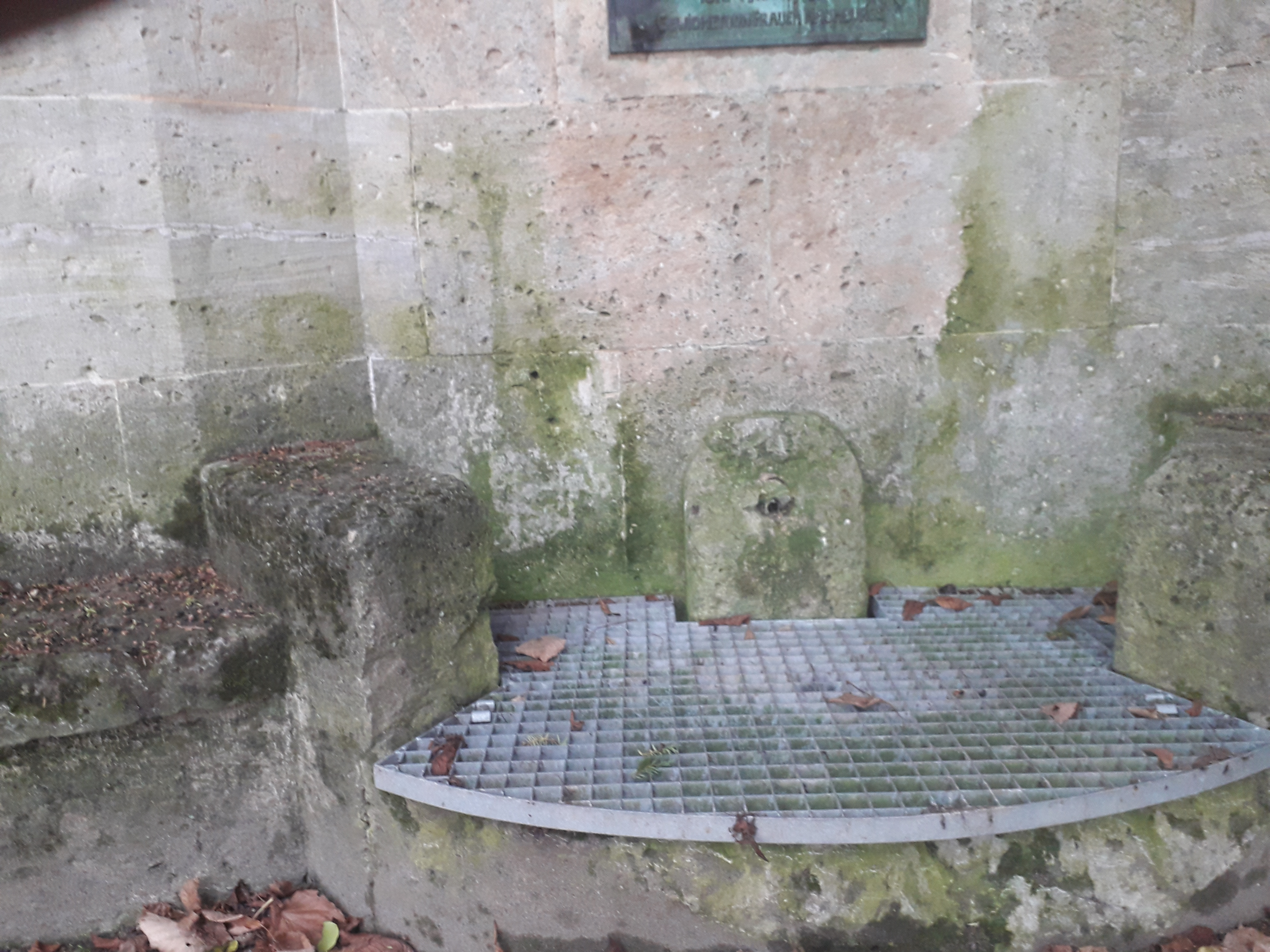
Luisenquelle unter dem Luisendenkmal

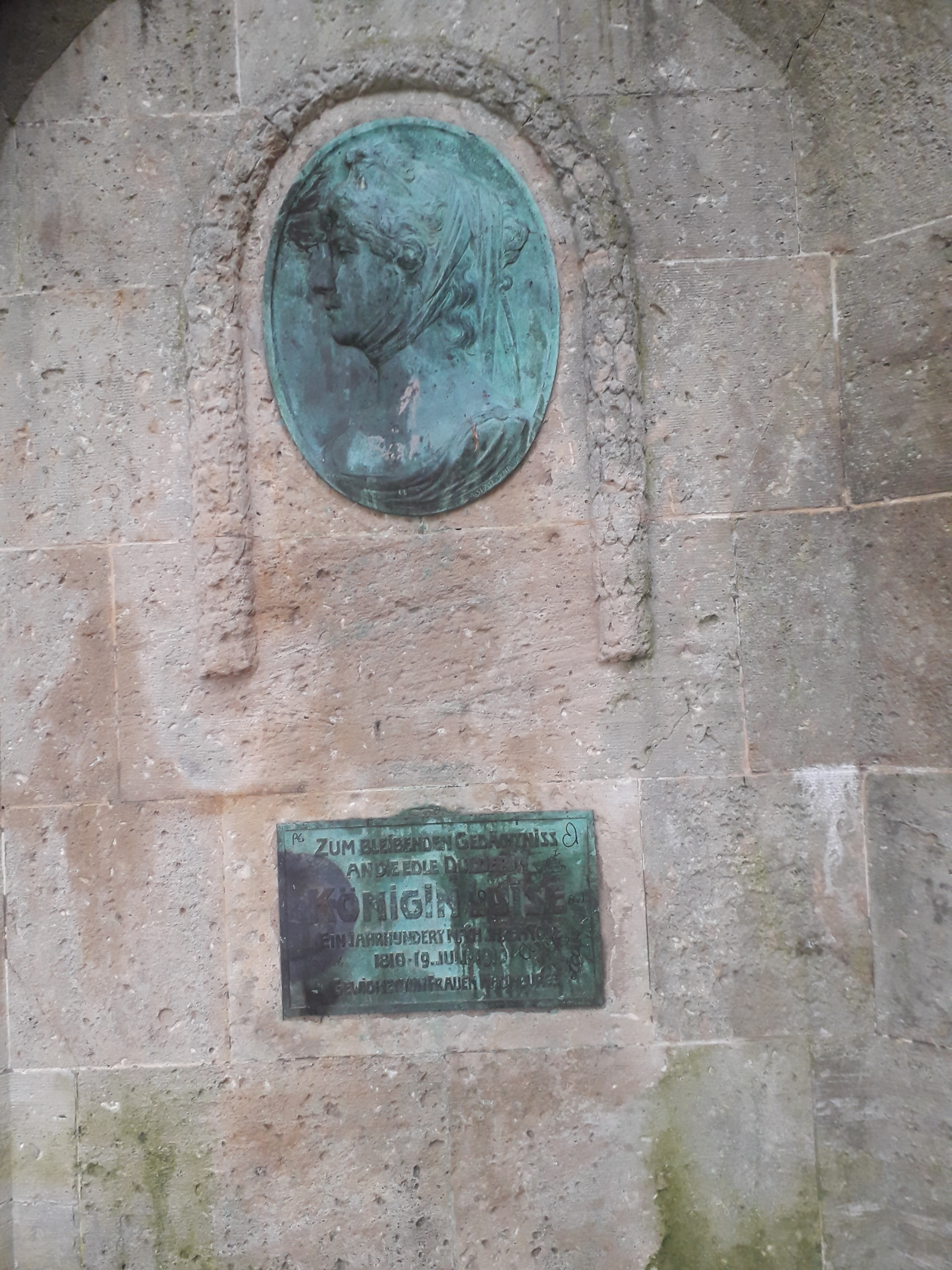
Reliefs des Luisendenkmals

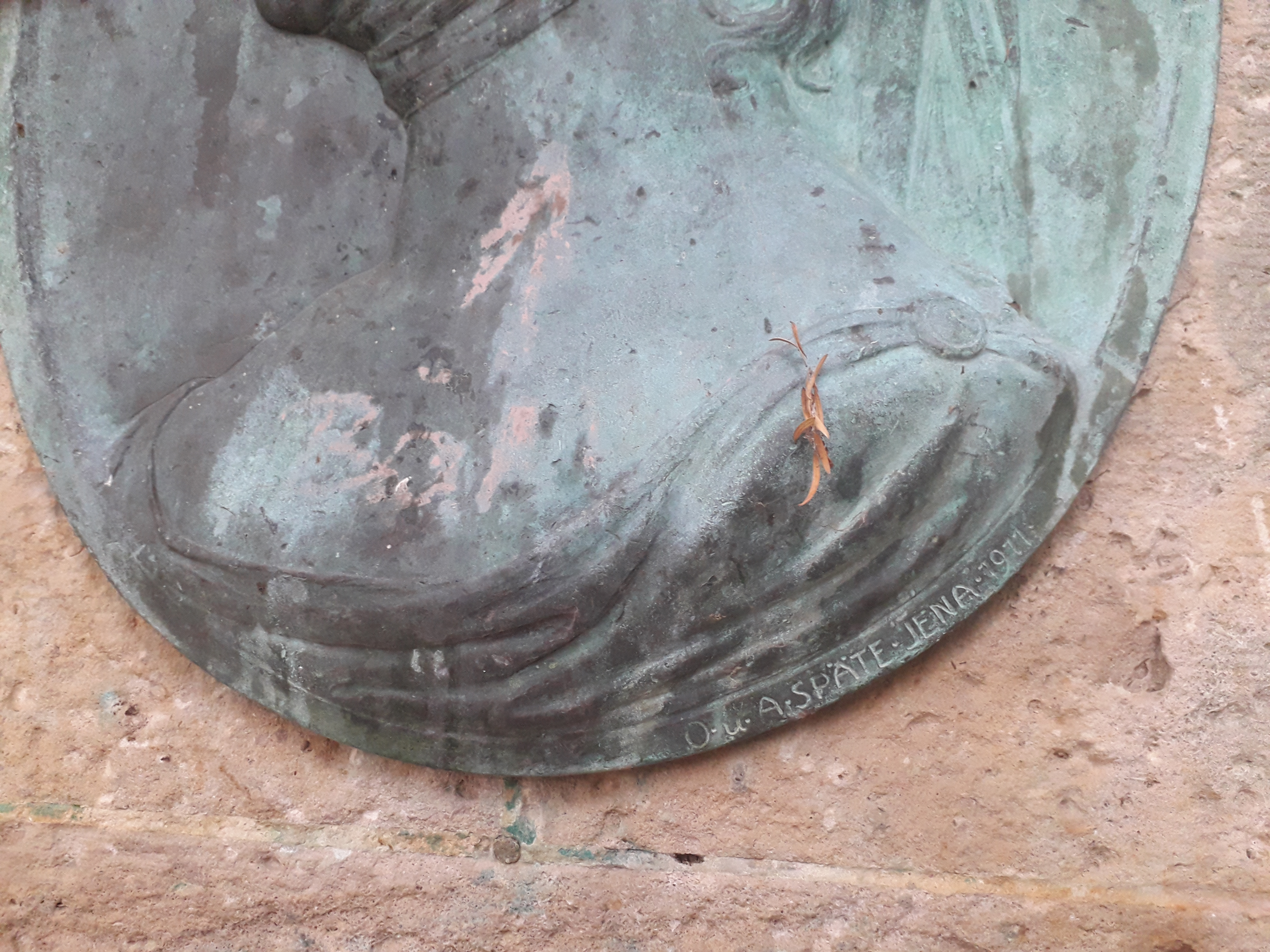
Künstlersignatur auf dem Porträtrelief der Königin Luise

An einer parkähnlichen Anlage zwischen Kirschberg und Jahnstraße gewissermaßen in Verlängerung der Luisenstraße, markiert durch eine Baumreihe, kurz vor dem Goetheweg befindet sich die Gedenkstätte Königin Luise u. a. mit einem Bronzerelief der Königin. Dieses wurde am 19. Juli 1910 anlässlich ihres 100. Todestages gewidmet von Naumburgs Frauen, wie in einer Widmungstafel unter dem Relief der Königin zu lesen ist. Der Naumburger Chronik nach wurde das Denkmal an der Stelle der Luisenquelle errichtet. Die Einweihung fand ihr zufolge 1911 statt. Die Anlage selbst besteht außer dem Relief und der Widmung aus Bronze aus Muschelkalk. Über dem Relief der Königin ist eine Girlande wie ein darüberhängender Zopf in Anlehnung an den Zopfstil, wie er in der Zeit Königin Luises modern war. Gestaltet wurde es von dem Bildhauer Alfred Späte aus München. Er hat das Relief auch mit "O. u. A. Späte. Jena. 1911." signiert. (Späte war in Jena geboren.) Bemerkenswert ist auch die Bepflanzung mit alten Bäumen. Diese führen wie eine Allee zum Denkmal. Sie wurden einer alten Postkarte zufolge ungefähr zur gleichen Zeit gepflanzt wie das Denkmal entstand.
Die Luisenstraße steht auf der Liste der Kulturdenkmale in Naumburg (Saale).